# Ignasi de Gispert
Ignasi de Gispert i Jordà (1911-1998) fue un abogado y jurista español. Destacado miembro y decano del Colegio de Abogados de Barcelona, colaboró en la Revista Jurídica de Cataluña y en 1971 presidió el Segundo Congreso Jurídico Catalán.
En las elecciones al Parlamento de Cataluña de 1980 fue elegido diputado de Unió Democràtica de Catalunya, y fue consejero de Justicia en el primer gobierno de la Generalidad de Cataluña de 1980 a 1982. En 1983 recibió la Cruz de Sant Jordi.
Fue el padre de la también política y abogada Núria de Gispert.